# Plaça del Centre (metrostation)
Plaça del Centre is een station aan Lijn 3 van de metro van Barcelona. De naam is afgeleid van een plein waar het station onder ligt, op de grens van twee districten van Barcelona, Les Corts en Sants-Montjuïc. Verder ligt het station onder de straten Avinguda de Madrid, Carrer de Berlin, Carrer dels Comtes de Bell-lloc en Carrer de Vallespir. Vanaf dit station is het een korte wandeling naar het belangrijke treinstation Estació de Sants.
De perrons van dit station zijn 94 meter lang. Het station heeft twee ingangen, aan weerszijden van het bovengrondse plein, die samenkomen in een enkele vestibule. 
Het metrostion werd geopend in 1975, bij de uitbreiding van de toenmalige lijn IIIB van station Sants Estació naar Zona Universitària, en droeg de Spaanse naam Plaza del Centro. Toen in 1982 de lijnen III en IIIB werden samengevoegd tot een lijn werd ook de huidige Catalaanse naam aangenomen.